# Tadeu Schmidt

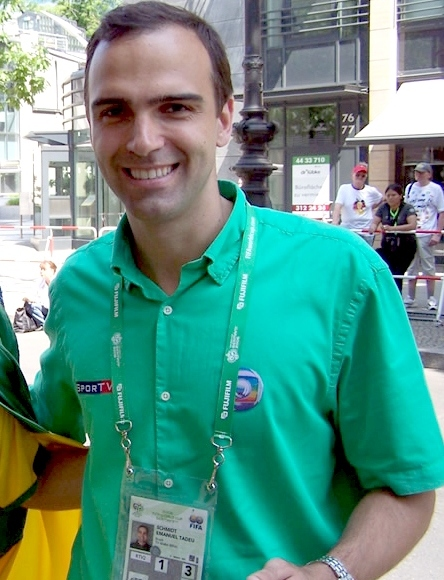
Tadeu Schmidt

Emanuel Tadeu Bezerra Schmidt (* 18. Juli 1974 in Natal) ist ein brasilianischer Journalist und Fernsehmoderator. Sein Bruder ist der ehemalige Basketballspieler Oscar Schmidt.

## Leben
Schmidt begann seine berufliche Laufbahn 1997 beim Fernsehsender TV Globo. Im Jahr 2000 wechselte er in das Sportreporterteam von TV Globo in Rio de Janeiro und berichtete in den folgenden Jahren von zahlreichen Großereignissen wie den Rennen der Formel 1 und der Fußball-Weltmeisterschaft 2006. Bei den Olympischen Sommerspielen 2008 in Peking war er einer der Anchormänner der Übertragungen für das brasilianische Fernsehen.
Daneben hatte er 2005 die Moderation des Sportblocks in der Morgensendung Bom Dia Brasil übernommen und dafür eine neue Art der Präsentation der Tore des Spieltags und der Sportnachrichten entwickelt. 2007 wurde er eingeladen, ein neues Format für das traditionelle quadro dos gols der Sendung Fantástico zu entwickeln, deren Moderator er seither ist. Nach den Olympischen Spielen von Peking verließ Schmidt Bom Dia Brasil, um sich vollständig der Sendung Fantástico zu widmen. Er wird das Kommando von Fantástico im Oktober 2021 verlassen, um Globos Haupt-Reality-Show Big Brother Brasil zu übernehmen.